# 건강의 사회적 결정요인
건강의 사회적 결정요인(Social Determinants of Health)은 개인 건강 및 집단 건강에 영향을 미치는 사회적, 경제적 요소들을 일컫는 말이다.

## 같이 보기
- 건강권
- 건강 형평성
- 역학
- 사회역학
- 마이클 마멋
- 건강의 사회적 결정 요인에 관한 리우 정치 선언